# 에어트레인 라과디아
에어트레인 라과디아(영어: AirTrain LaGuardia)는 건설 예정이었던 퀸스에 있는 라과디아 공항으로 향하는 2.4km 길이의 신교통 시스템이자 고가철로이다. 에어트레인 라과디아는 기존 에어트레인 JFK 시스템 존 F 케네디 국제공항의 6개 터미널을 자메이카역에서 퀸즈 남부의 LIRR 및 뉴욕 지하철 서트핀로-아처 애비뉴-JFK 공항역과 연결하는 방식과 기존 에어트레인 뉴어크가 뉴어크 리버티 국제공항의 3개 터미널과 NJ 트랜싯 철도 운영 및 암트랙을 전용역에서 연결하는 방법으로 라과디아 공항과 뉴욕 지하철 및 롱아일랜드 철도를 윌렛스 포인트에서 연결할 계획이었다.
철도의 계약을 따낸 뉴욕 뉴저지 항만공사와 라과디아 공항의 운영자인 메트로폴리탄 트랜스포테이션 오소리티가 철도의 건설 및 운영을 맡을 예정이다. 2015년 뉴욕 시장이었던 앤드루 쿠오모는 에어트레인 JFK와 유사한 신교통 시스템을 건설한다는 계획을 내놓았으며, 2018년 뉴욕 주의회는 에어트레인 라과디아 프로젝트에 관한 법을 승인했다. 계획에 따르면 에어트레인 라과디아는 2021년 공사가 시작되어 2024년 개통할 예정이었다.
에어트레인 프로젝트는 매우 논란이 많았다. 프로젝트 지지자들은 그것이 지하철과 LIRR을 통한 공항으로의 접근을 개선하고, 교통 혼잡을 완화하며, 이스트엠허스트와 그 주변의 대기 오염을 완화할 것이라고 말한다. 그러나 에어트레인의 건설은 인근 지역 주민들뿐만 아니라 맨해튼 미드타운으로 가는 간접 노선, 높은 비용 추정치, 라과디아와의 추가적인 철도 연결을 막을 수 있는 잠재력에 반대하는 일부 환승 옹호자들에 의해 반대되어 왔다.

## 배경
라과디아 공항은 2014년 에어트레인이 제안되었을 때 철도 서비스가 없었다. 유일한 대중교통은 Q47, Q48, Q70 SBS, Q72, M60 SBS 노선을 경유하는 버스이다. Q70은 우드사이드역에서 롱아일랜드 철도와 연결되며, M60 SBS는 맨해튼까지 운행하며 할렘-125번가 역에서 메트로-노스 철도와 연결된다. 2014년 라과디아 공항의 2,700만 명의 승객 중 8%가 버스를 탔는데, 이는 에어트레인 JFK을 탄 존 F. 케네디 국제공항을 이용하는 5,300만 명의 승객 중 12%가 버스를 탄 것과 비교된다. 이와 비슷하게 2008년 라과디아 공항 이용객의 75%가 택시나 자동차 서비스를 이용했지만, 버스나 밴을 타는 사람은 16%에 불과했다.
뉴욕 메트로폴리탄 지역의 다른 두 개의 주요 공항은 연계 철도를 가지고 있다. 에어트레인 뉴어크는 1996년에 문을 열었으며, 2000년부터 뉴어크 리버티 국제공항과 통근철도를 연결하고 있다. JFK 공항의 신교통 시스템인 에어트레인 JFK는 2003년에 문을 열었다. 에어트레인 라과디아는 JFK의 것과 같은 신교통 시스템으로 제안되었다.

## 노선 계획
2018년 통과된 계획에 따르면, 라과디아 공항에서 2개의 정거장을 가진 에어트레인 라과디아는 그랜드 센트럴 파크웨이를 지나 시티필드 근처의 윌렛 포인트와 플러싱 메도우-코로나 파크에서 종착할 예정이며, 뉴욕 지하철 7호선의 엣스-윌렛 포인트 역과 롱아일랜드 철도의 메츠-윌렛 포인트 역과 연결될 예정이다. 에어트레인을 통해 맨해튼까지 가는 데는 6분이 걸릴 것이고, LIRR은 맨해튼까지 20분이 더 걸릴 것이다.
메츠-윌렛 포인트 지하철역이 재건될 예정이며, 2015-2019 MTA 자본계획에서 이 작업을 계획하고 설계하는 데 5천만 달러가 할당되었다. 또한 그 자본계획의 일환으로 롱아일랜드 철도역은 7,500만 달러에 재건될 것이다. 지하철역과 롱아일랜드 철도역은 더 큰 상호 연결을 위해 인근 버스 노선과 통합될 것이다. 이 역은 또한 보조 공항 기능, 직원 주차, 통합 렌터카 시설을 보유할 수 있다. 윌렛 포인트의 에어트레인 역이 건설될 수 있도록 하기 위해서는 케이시 스텡겔 버스 차고를 이전해야 할 것이며, 2015-2019년 MTA 자본 계획에서 5천만 달러가 대체 차고지를 위한 부동산을 취득하기 위해 할당되었다.

## 역사

### 초기 제안
라과디아 공항과의 철도 연결은 1943년 뉴욕시 교통국이 디트머스로의 종착역에서 N선 및 W선이 운행 중인 뉴욕 지하철의 BMT 아스토리아선의 연장을 제안했을 때 함께 제안되었다. 이는 뉴욕 지역에 있는 공항과의 직접 연결 교통수단에 대한 20개 제안 중 첫 번째 제안이었지만 모두 취소되었다.
1990년 MTA는 라과디아 공항과 JFK 공항을 연결하는 뉴욕 시 공항 철도를 제안했다. 이 철도는 맨해튼 미드타운에서 시작하여 이전에 트롤리 차량이 사용하던 퀸즈보로 다리의 하부 외부 도로를 통해 이스트 강을 건너기로 되어 있었다. 이 노선은 퀸즈 플라자에 정차한 후, 선니사이드 야드와 브루클린-퀸즈 고속도로를 이용하여 라과디아 공항에 접근할 예정이었다. 라과디아에 정차한 후, 이 노선은 윌렛 포인트의 셰이 스타디움 근처의 중간 정류장인 그랜드 센트럴 파크웨이와 평행하게 달리고 윌렛 포인트 대로에서 7호선 열차와 연결될 예정이었다. 파크웨이를 따라 계속 내려가면 자메이카 역에서 LIRR로 연결되는 중간 정류장이 하나 더 있으며, 밴윅 고속도로를 따라 JFK 공항까지 직행한다. 뉴욕 뉴저지 항만공사는 철도 연결에 대한 환경 영향 보고서(EIS)를 의뢰하면서 이 제안을 진지하게 고려했다. 그러나, 비용 상승으로 인해 항만공사는 1995년 5월 FK와 맨해튼-라과디아/JFK 간의 직통 철도 연결 계획을 취소했다.
1997년 에어트레인 JFK가 건설되기 전에, 뉴욕시장 루디 줄리아니는 주, 시, 항만 당국 간의 금전적 분쟁 때문에 JFK 공항의 에어트레인을 반대했다. 줄리아니는 항만 공사가 BMT 아스토리아선을 라과디아 공항까지 연장할 가능성을 연구하기를 원했다. 1997년 말에 줄리아니는 에어트레인 JFK 계획에 동의했고, 항만 공사는 비슷한 라과디아 철도 연결에 대한 타당성 조사를 실시하기로 동의했다. 2003년, 아스토리아선을 JFK 공항까지 연장하기 위해 6억 4500만 달러가 예산되었지만, 퀸스 지역 사회의 반대로 연장선은 건설되지 않았다.

### 계획 및 착공

#### 계획
2015년 1월 20일, 뉴욕 주지사 앤드루 쿠오모는 에어트레인 JFK와 유사한 신교통 시스템 건설 계획을 발표했다. 그랜드 센트럴 파크웨이를 따라 3km를 달리는 이 노선은 에어트레인 JFK가 자메이카와 JFK 국제공항 사이의 밴윅 고속도로의 중앙선을 따라 운행하는 것과 비슷하다. 에어트레인 라과디아는 시티필드와 플러싱 메도스-코로나 파크 근처의 윌렛 포인트에서 종착하고, 뉴욕 지하철 7호선과 메츠-윌렛 포인트 역, 그리고 기존의 승객용 다리를 통해 포트 워싱턴 지선의 롱아일랜드 철도 메츠-윌렛 포인트 역과 연결된다. 주지사 사무실은 그 프로젝트의 비용을 4억 5천만 달러로 추정했고, 나중에 비용은 15억 달러로 증가했다. 다른 에어트레인 노선과는 달리, 윌렛 포인트 노선은 정부 소유의 토지에 위치하기로 되어 있었고 사유지를 인수할 필요가 없었다.
2016년 5월 에어트레인의 첫 계약이 체결되었다. 두 개의 윌렛 포인트 역의 예비 엔지니어링 작업에 대해 총 750만 달러의 계약이 체결되었으며 2017년에 완료될 것으로 예상되었다.  460만 달러의 비용이 들고 STV Inc.에 수주된 한 계약은 롱아일랜드 철도역의 승강장 연장과 ADA 접근성 개선 연구를 위한 것이었다.  다른 하나는 HDR 건축 및 엔지니어링 PC에 주어진 290만 달러 계약으로, 지하철역의 완전한 개조와 ADA 접근성에 관한 연구를 위한 것이었다.  공항 개보수 공사는 2016년 6월 14일에 전체적으로 시작했다. 항만공사에 도입된 10년간 295억 달러 계획의 일환으로 철도 연결 건설에 15억 달러가 할당되었다. 뉴욕의 위원장 케네스 리퍼는 에어트레인에 대한 모든 자금 지원을 없앤 채로 계획을 수정하려고 시도했다.
2017년 1월, 뉴욕 뉴저지 항만공사는 에어트레인 라과디아의 자금 지원을 포함한 10개년 자본 계획을 발표했고 2019년에 착공하여 2023년에 여객 서비스를 시작할 예정이었다. 2017년 2월 6일, 뉴욕 뉴저지 항만공사는 4주간의 제안 요청을 개시했다고 발표했다. RFP를 수여받은 회사는 3개의 에어트레인 역(공항의 새로운 터미널 내부에 2개, 윌렛 포인트에 1개)을 설계할 뿐만 아니라 윌렛 포인트에서 공항까지의 통행권을 계획할 예정이었다. 2017년 5월, WSP USA는 에어트레인을 설계하기 위해 고용되었다. 뉴욕 뉴저지 항만공사는 2017년 11월에 프로젝트에 5,500만 달러를 추가로 지급하여 계획에 할당된 총 자금이 7,500만 달러에 이르렀다. 2018년 4월, 포트 오소리티는 그랜드 센트럴 파크웨이를 따라 에어 트레인을 운항할 가능성을 배제했다. 에어트레인의 경로를 지정하는 다른 옵션에는 플러싱 베이에 인접한 산책로에 배치하거나 베이 자체 위에 배치하는 것이 포함되었다.

#### 환경 영향 보고서
2018년 6월, 뉴욕주 의회는 에어트레인 라과디아 프로젝트를 위한 법을 승인했다. 이를 통해 뉴욕 뉴저지 항만공사는 에어트레인의 노선을 위한 공공 토지 취득과 환경 영향 연구를 시작할 수 있었다. 원래 계획에 따르면, 에어트레인은 2020년에 건설을 시작하여 2022년에 완공될 예정이었다. 항만 공사는 이후 빌렛 포인트로 가는 에어 트레인의 세 가지 경로와 건설 금지 대안에 대한 환경 연구를 시작했다.  일부 주민들과 환경 단체들은 이 프로젝트에 반대했고, 완료되자마자 EIS에 결과를 요청했다. 환경 단체들은 에어트레인의 건설이 그 시점에서 막 깨끗해진 플러싱 베이를 오염시킬 것을 우려했다. 에어 트레인을 해안가로 연결하자는 후속 제안도 반대에 부딪혔다.. 쿠오모는 2019년 5월 MTA가 에어트레인의 건설 비용을 일부 부담할 것이라고 발표했다. 2019년 말까지 항만 공사는 2021년에 에어트레인을 수주할 계획이었고, 2024년에 노선이 개통될 예정이었다.
연방항공국은 2020년 8월 환경 영향 보고서 초안을 발표하고 프로젝트에 대한 공개 의견을 발표했다. 2021년 3월, 연방항공국은 이 프로젝트에 대한 최종 환경 영향 보고서를 발표했다. 2021년 6월에, 이 프로젝트에서 다른 사항들이 제대로 연구되지 않았다는 불만이 제기되었고, 이에 연방항공국은 추가 검토를 준비했다. 대중은 연방항공국이 2021년 7월 프로젝트를 승인하기 전에 제안된 에어트레인 라과디아에 대해 4,200개의 의견을 제공했다. 2021년 9월에 연방항공국을 상대로 여러 환경 소송이 제기되어 p 연방항공국은 프로젝트를 연기하는 것을 고려하게 되었다.

### 지연
캐시 호컬은 2021년 말에 쿠오모의 뒤를 이어 주지사가 되었고, 반대자들은 호컬이 프로젝트를 취소할 것을 요구했다. 2021년 10월, 호컬은 PANYNJ에게 프로젝트의 대안을 고려하라고 지시했다고 말했다. 뉴욕 뉴저지 항만공사는 2022년 3월에 BMT 아스토리아선을 연장하여 공항에 노선을 제공하는 것을 포함하여 14개의 대안을 제시했다. 한편, 호컬은 뉴욕 주정부가 계획된 에어트레인 라과디아의 대안을 연구하는 동안 Q70 버스가 2022년 5월 1일부터 더 이상 요금을 부과하지 않을 것이라고 발표했다.

## 같이 보기
- 에어트레인 JFK
- 에어트레인 뉴어크